# Copa de China 2015
La Copa Audi de China de 2015 fue una competición internacional de patinaje artístico sobre hielo, la tercera del Grand Prix de patinaje artístico sobre hielo de la temporada 2015-2016. Organizada por la federación china de patinaje, tuvo lugar en Pekín, entre el 6 y el 8 de noviembre de 2015. Hubo competiciones en las modalidades de patinaje individual masculino, femenino, patinaje en parejas y danza sobre hielo y sirvió como clasificatorio para la Final del Grand Prix de 2015.

## Resultados

### Patinaje individual masculino
| Clasificación | Nombre                     | País           | Total  | Programa corto | Programa corto | Programa libre | Programa libre |
| ------------- | -------------------------- | -------------- | ------ | -------------- | -------------- | -------------- | -------------- |
| 1             | Javier Fernández           | España         | 270,55 | 1              | 93,19          | 1              | 177,36         |
| 2             | Jin Boyang                 | China          | 261,26 | 2              | 90,05          | 2              | 171,18         |
| 3             | Yan Han                    | China          | 230,33 | 6              | 73,97          | 3              | 156,36         |
| 4             | Grant Hochstein            | Estados Unidos | 222,74 | 5              | 74,27          | 4              | 148,47         |
| 5             | Serguéi Voronov            | Rusia          | 222,17 | 3              | 80,99          | 8              | 141,18         |
| 6             | Michael Christian Martinez | Filipinas      | 220,36 | 7              | 72,24          | 5              | 148,12         |
| 7             | Richard Dornbush           | Estados Unidos | 217,26 | 8              | 70,21          | 7              | 147,05         |
| 8             | Misha Ge                   | Uzbekistán     | 217,17 | 9              | 69,13          | 6              | 148,04         |
| 9             | Song Nan                   | China          | 212,10 | 4              | 76,46          | 9              | 135,64         |
| 10            | Ivan Righini               | Italia         | 200,98 | 10             | 68,98          | 11             | 132,00         |
| 11            | Elladj Baldé               | Canadá         | 199,41 | 12             | 64,68          | 10             | 134,73         |
| 12            | Moris Kvitelashvili        | Rusia          | 192,10 | 11             | 66,92          | 12             | 125,18         |

### Patinaje individual femenino
| Clasificación | Nombre           | País           | Total  | Programa corto | Programa corto | Programa libre | Programa libre |
| ------------- | ---------------- | -------------- | ------ | -------------- | -------------- | -------------- | -------------- |
| 1             | Mao Asada        | Japón          | 197,48 | 1              | 71,73          | 3              | 125,75         |
| 2             | Rika Hongo       | Japón          | 195,76 | 2              | 65,79          | 1              | 129,97         |
| 3             | Yelena Radiónova | Rusia          | 184,28 | 6              | 58,51          | 2              | 125,77         |
| 4             | Anna Pogorilaya  | Rusia          | 184,16 | 4              | 61,47          | 4              | 122,69         |
| 5             | Karen Chen       | Estados Unidos | 175,93 | 7              | 58,30          | 5              | 117,63         |
| 6             | Courtney Hicks   | Estados Unidos | 166,00 | 3              | 62,38          | 8              | 103,62         |
| 7             | Nicole Rajičová  | Eslovaquia     | 165,26 | 9              | 54,76          | 7              | 110,50         |
| 8             | Park So-youn     | Corea del Sur  | 164,28 | 10             | 52,47          | 6              | 111,81         |
| 9             | Li Zijun         | China          | 159,13 | 5              | 58,62          | 9              | 100,51         |
| 10            | Hannah Miller    | Estados Unidos | 151,73 | 8              | 55,25          | 10             | 96,48          |
| 11            | Zhao Ziquan      | China          | 139,77 | 11             | 48,66          | 11             | 91,11          |
| 12            | Zheng Lu         | China          | 130,32 | 12             | 47,23          | 12             | 83,09          |

### Patinaje de parejas
| Clasificación | Nombre                                 | País     | Total  | Programa corto | Programa corto | Programa libre | Programa libre |
| ------------- | -------------------------------------- | -------- | ------ | -------------- | -------------- | -------------- | -------------- |
| 1             | Yuko Kavaguti / Aleksandr Smirnov      | Rusia    | 216,00 | 2              | 72,45          | 1              | 143,55         |
| 2             | Sui Wenjing / Han Cong                 | China    | 215,62 | 1              | 74,40          | 2              | 141,22         |
| 3             | Yu Xiaoyu / Jin Yang                   | China    | 197,75 | 3              | 70,06          | 3              | 127,69         |
| 4             | Wang Xuehan / Wang Lei                 | China    | 186,76 | 4              | 69,36          | 4              | 117,40         |
| 5             | Kristina Astajova / Alekséi Rogonov    | Rusia    | 173,36 | 6              | 59,17          | 5              | 114,19         |
| 6             | Mari Vartmann / Ruben Blommaert        | Alemania | 171,41 | 5              | 63,45          | 7              | 107,96         |
| 7             | Lubov Iliushechkina / Dylan Moscovitch | Canadá   | 166,80 | 7              | 55,42          | 6              | 111,38         |
| 8             | Vanessa Grenier / Maxime Deschamps     | Canadá   | 159,34 | 8              | 52,41          | 8              | 106,93         |

### Danza sobre hielo
| Clasificación | Nombre                            | País           | Total     | Danza corta | Danza corta | Danza libre | Danza libre |
| ------------- | --------------------------------- | -------------- | --------- | ----------- | ----------- | ----------- | ----------- |
| 1             | Anna Cappellini / Luca Lanotte    | Italia         | 173,30    | 1           | 66,39       | 1           | 106,91      |
| 2             | Madison Chock / Evan Bates        | Estados Unidos | 169,16    | 2           | 65,36       | 2           | 103,80      |
| 3             | Yelena Ilinyj / Ruslan Zhiganshin | Rusia          | 159,00    | 3           | 63,54       | 3           | 95,46       |
| 4             | Federica Testa / Lukáš Csölley    | Eslovaquia     | 136,17    | 5           | 53,90       | 4           | 82,27       |
| 5             | Zhao Yue / Zheng Xun              | China          | 129,65    | 6           | 51,02       | 5           | 78,63       |
| 6             | Wang Shiyue / Liu Xinyu           | China          | 126,73    | 7           | 50,64       | 6           | 76,09       |
| WD            | Kaitlin Hawayek / Jean-Luc Baker  | Estados Unidos | retirados | 4           | 58,35       | retirados   | retirados   |
| WD            | Cong Yue / Sun Zhuoming           | China          | retirados | retirados   | retirados   | retirados   | retirados   |